# Hypserpa calcicola
Hypserpa calcicola är en tvåhjärtbladig växtart som beskrevs av H. Takeuchi. Hypserpa calcicola ingår i släktet Hypserpa och familjen Menispermaceae. Inga underarter finns listade i Catalogue of Life.